# Prix littéraires du Gouverneur général 1999
Liste des Prix littéraires du Gouverneur général pour 1999, chacun suivi des finalistes.

## Français

### Prix du Gouverneur général: romans et nouvelles de langue française
- Lise Tremblay, La Danse juive
- Hugues Corriveau, Le Ramasseur de souffle
- Jacques Marchand, Les Vents dominants
- Carole Massé, L'Ennemi
- Gaétan Soucy, La Petite Fille qui aimait trop les allumettes

### Prix du Gouverneur général: poésie de langue française
- Herménégilde Chiasson, Conversations
- Claude Beausoleil, Le Chant du voyageur
- Nicole Brossard, Musée de l'os et de l'eau
- Carole David, La Maison d'Ophélie
- Pierre Ouellet, Dieu sait quoi

### Prix du Gouverneur général: théâtre de langue française
- Jean-Marc Dalpé, Il n'y a que l'amour
- Carole Fréchette, Les Sept Jours de Simon Labrosse
- René Gingras, D'Avila
- Michel Tremblay, Encore une fois, si vous permettez

### Prix du Gouverneur général: études et essais de langue française
- Pierre Perrault, Le Mal du Nord
- Anne-Élaine Cliche, Dire le livre
- Jean-Claude Dubé, Le Chevalier de Montmagny - Premier gouverneur de la Nouvelle-France
- François-Marc Gagnon, Chronique du mouvement automatiste québécois 1941-1954
- Daniel Jacques, Nationalité et Modernité

### Prix du Gouverneur général: littérature jeunesse de langue française - texte
- Charlotte Gingras, La Liberté? Connais pas...
- Agathe Génois, Adieu, vieux lézard!
- Andrée-Anne Gratton, Le Message du biscuit chinois
- Sylvie Nicolas, Célestine Motamo
- Raymond Plante, Marilou Polaire et l'iguane des neiges

### Prix du Gouverneur général: littérature jeunesse de langue française - illustration
- Stéphane Jorish, Charlotte et l'île du destin
- Nicole Lafond, Contes pour enfants
- Michèle Lemieux, Nuit d'orage
- Luc Melanson, La Petite Kim
- Pierre Pratt, La Vie exemplaire de Martha et Paul

### Prix du Gouverneur général: traduction de l'anglais vers le français
- Jacques Brault, Transfiguration
- Charlotte Melançon, Réflexions d'un frère siamois
- Marie José Thériault, Ours

## Anglais

### Prix du Gouverneur général: romans et nouvelles de langue anglaise
- Matt Cohen, Elizabeth and After
- Neil Bissoondath, The Worlds Within Her
- Anne Fleming, Pool-hopping and Other Stories
- Elyse Gasco, Can You Wave Bye Bye, Baby?
- Keith Maillard, Gloria

### Prix du Gouverneur général: poésie de langue anglaise
- Jan Zwicky, Songs for Relinquishing the Earth
- Lynn Davies, The Bridge that Carries the Road
- Susan Goyette, The True Names of Birds
- Richard Harrison, Big Breath of a Wish
- Terence Young, The Island in Winter

### Prix du Gouverneur général: théâtre de langue anglaise
- Michael Healey, The Drawer Boy
- Wendy Lill, Corker
- Daniel MacIvor, Marion Bridge
- Colleen Murphy, Beating Heart Cadaver
- Theresa Tova, Still the Night

### Prix du Gouverneur général: études et essais de langue anglaise
- Marq de Villiers, Water
- Donald Harman Akenson, Surpassing Wonder
- Michael Bliss, William Osler
- Wayson Choy, Paper Shadows
- Wayne Johnston, Baltimore's Mansion - A Memoir

### Prix du Gouverneur général: littérature jeunesse de langue anglaise - texte
- Don Gillmor, The Christmas Orange
- Rachna Gilmore, A Screaming Kind of Day
- Graham McNamee, Hate You
- W.D. Valgardson, The Divorced Kids Club and Other Stories
- Frieda Wishinsky, Each One Special

### Prix du Gouverneur général: littérature jeunesse de langue anglaise - illustration
- Gary Clement, The Great Poochini
- Rose Cowles, I Know an Old Laddie
- Zhong-Yang Huang, Dragon New Year
- Ludmila Zeman, Sindbad: from the Tales of the Thousand and One Nights
- Werner Zimmermann, Brave Highland Heart

### Prix du Gouverneur général: traduction du français vers l'anglais
- Patricia Claxton, Gabrielle Roy: A Life
- David Homel, Olivo Oliva
- Nancy Huston, The Mark of the Angel
- Lazer Lederhendler, The Sparrow has Cut the Day in Half
- Donald Winkler, The World of the Gift